# Četkica za zube
Četkica za zube je jedan od osnovnih predmeta za održavanje zubne higijene. Sastoji se od drške (najčešće plastične) i više vlakana kojima se četkaju zubi i čiste naslage među zubima. Vlakna se najčešće rade od najlona ili poliestera. Danas se često rade četkice sa savitljivom drškom kojom se mogu kvalitetnije oprati zubi, a među vlakna se dodaju plastični nastavci kojima se može bolje očistiti jezik i zubne naslage. S takvim četkicama treba biti oprezan jer mogu uzrokovati oštećenje zubnog mesa. Obično se za pranje zubi uz četkicu koristi i pasta za zube koja najčešće sadrži fluor.

## Povijest
U Indiji se u staro doba za čišćenje zubi koristilo posebno drvo azadirachta indica. Arapi su koristili biljku salvadora persica koja ima antiseptička svojstva. Često se za čišćenje zubi upotrebljavala soda bikarbona. Prve četkice slične današnjima su postojale u Kini u 13. st. Sastojale su se od konjskih dlaka nataknutih na životinjsku kost. Prvu drvenu četkicu u Europi spominje Anthony Wood u Engleskoj 1690. godine.
Četkicu za zube sličnu današnjoj je napravio William Addis 1780. godine u Engleskoj. Do tada su se zubi prali mješavinom čađe i soli umjesto današnje zubne paste. Iako nama čađa djeluje neobično, bila je djelotvorna u čišćenju zubi. U SAD-u je četkicu za zube patentirao H. N. Wadsworth 1857. i počeo masovnu proizvodnju. 1938. je DuPont napravio četkicu od najlonskih vlakana, te se više ne koriste životinjske dlake. 1959. je napravljena prva električna četkica.

## Upotreba
Četkicama se zubi četkaju sa svih strana laganim kružnim pokretima. Potrebno je dobro očetkati zubno meso i jezik. Preporučuje se da pranje zubi traje oko 3 minute. Četkice je nakon upotrebe potrebno ostaviti da se osuše jer se u protivnom na njima razmnožavaju bakterije, te mogu uzrokovati više štete nego koristi. Potrebno ih je mijenjati svakih nekoliko mjeseci.